# Sara Bergmark Elfgren

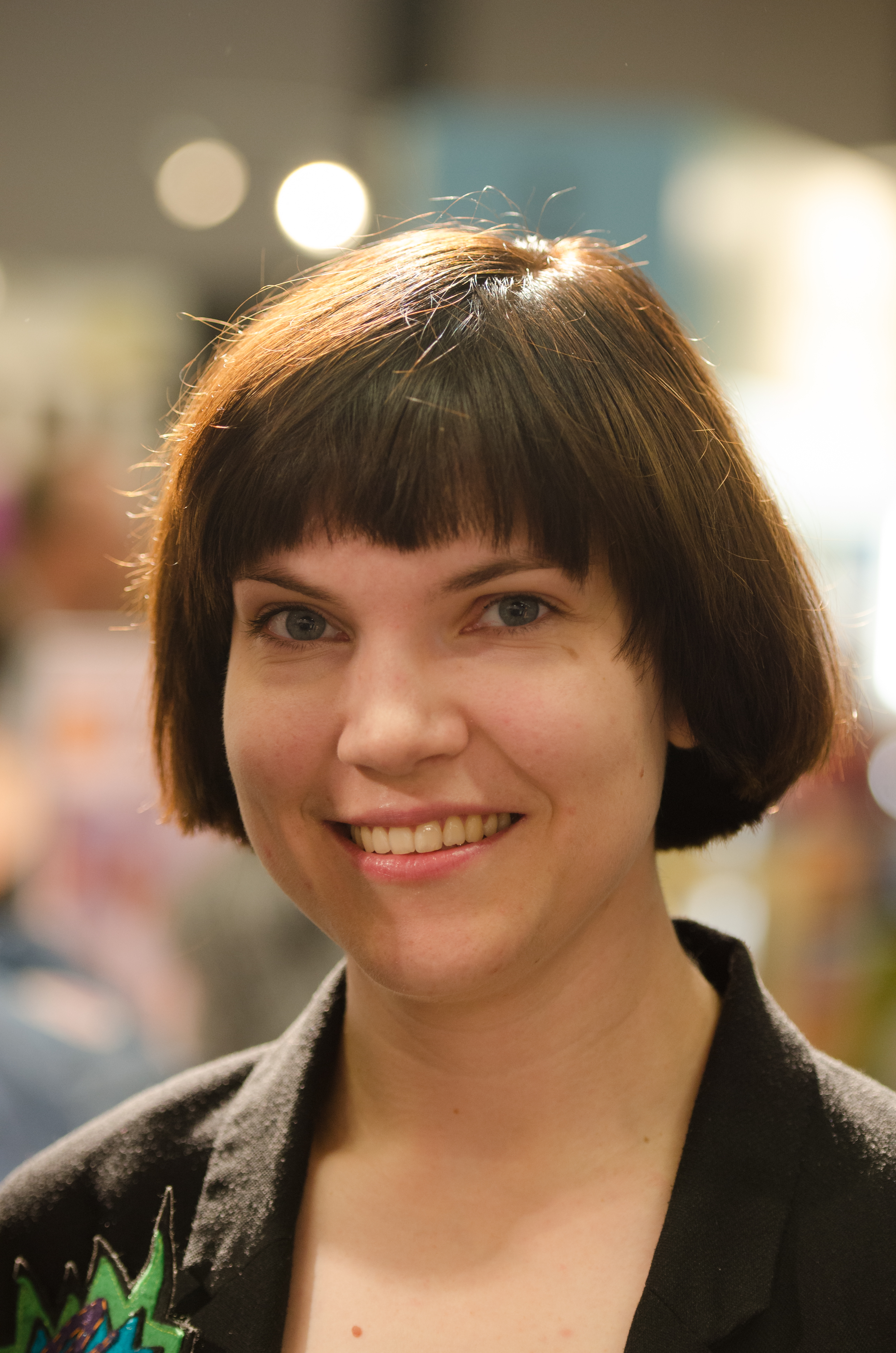
Sara Bergmark Elfgren, 2011.

Sara Bergmark Elfgren (13 de marzo de 1980) es una escritora sueca de fantasía. Saltó a la fama en 2011 con Cirkeln, escrito junto con Mats Strandberg. Cirkeln estuvo nominada para el premio Agosto en la categoría literatura juvenil.
También ha trabajado como guionista.